# GPMA
Grand Prix Manufacturers Association, GPMA, består av de tre formel 1-biltillverkarna BMW Sauber, Honda och McLaren-Mercedes. Tidigare var även Renault och Toyota medlemmar, men de lämnade GPMA 2007 respektive 2006.
GPMA arbetar för en större fördelning av pengar till stallen. Under början av 2000-talet talades det mycket om att de dåvarande sju tillverkarna tänkte bryta sig ur och skapa en egen racingserie, GPWC.